# Moor am Pfahlberg
Koordinaten: 50° 26′ 42″ N, 12° 54′ 54″ O
Das Naturschutzgebiet Moor am Pfahlberg liegt im Erzgebirgskreis in Sachsen. Das Gebiet, an dessen Nordostecke sich der 996 Meter hohe Pfahlberg erhebt, erstreckt sich nordöstlich von Tellerhäuser, einem Ortsteil der Gemeinde Breitenbrunn/Erzgeb., und nordwestlich der Stadt Oberwiesenthal. Südwestlich des Gebietes verlaufen die S 271 und die Staatsgrenze zu Tschechien. Nordwestlich erstreckt sich das 36,6 ha große Naturschutzgebiet Am Taufichtig.

## Bedeutung
Das rund 21,6 ha große Gebiet mit der NSG-Nr. C 31 wurde im Jahr 1967 unter Naturschutz gestellt.